# Ivan Onufrijevič Suhozanet
Ivan Onufrijevič Suhozanet (rusko Иван Онуфриевич Сухозанет), ruski general, * 1788, † 1861.
Bil je eden izmed pomembnejših generalov, ki so se borili med Napoleonovo invazijo na Rusijo; posledično je bil njegov portret dodan v Vojaško galerijo Zimskega dvorca.

## Življenje
Leta 1800 je bil sprejet v Artilerijsko in inženirsko vojaško šolo poljskega plemstva; šolanje je končal 10. avgusta 1803, ko je bil kot podporočnik sprejet v inženirski korpus. Naslednje leto je bil premeščen v 1. artilerijski polk. Sodeloval je v kampanji leta 1807 proti Francozom, nato pa je bil premeščen iz artilerije kot adjutant pri generalu Jašvilu. 
Septembra 1812 se je odlikoval v bojih proti Francozom, tako da je bil povišan v polkovnika ter naslednje leto je postal poveljnik 1. artilerijske brigade. 26. maja 1813 je bil povišan v generalmajorja. 
Po bitki za Pariz je bil leta 1814 imenovan za poveljnika artilerije 4. korpusa, po vojni pa je postal načelnik štaba artilerije 1. armade. 31. decembra 1819 je postal poveljnik artilerije gardnega korpusa. 14. decembra 1825 pa je bil imenovan za poveljnika artilerije, ki je zatrla decembrsko vstajo. Že naslednji dan je bil povišan v generaladjutanta in 22. avgusta 1826 še v generalporočnika. Sodeloval je tudi v rusko-turški vojni leta 1828-29 ter v zatrtju poljskega upora leta 1831.
14. decembra 1831 je bil premeščen v Artilerijsko in inženirsko vojaško šolo, kjer je ostal do 30. maja 1836; vmes je bil 22. aprila 1834 povišan v generala artilerije. Med letoma 1832 in 1854 je bil tudi direktor Carske vojaške akademije. Med 4. septembrom 1833 in 30. majem 1836 je bil tudi načelnik pažev in načelnik plemiškega polka.
27. junija 1833 je bil imenovan za člana Vojaškega sveta vojnega ministrstva. 